# Möträsk (Finström, Åland)
Möträsk eller Moträsk är en sjö i Finströms kommun i Åland (Finland). Den ligger i den norra delen av landskapet, 28 km norr om huvudstaden Mariehamn. Möträsk ligger 11 meter över havet. Den ligger på ön Fasta Åland. Arean är 17,4 hektar och strandlinjen är 3,58 kilometer lång. Sjön  ingår i Skärgårdshavets kustområde, Åland. 